# Шевченко (Саратовская область)
Шевченко — посёлок в Энгельсском районе Саратовской области. Входит в состав Безымянского сельского поселения.

## География
Расположен посёлок в юго-восточной части района. Расстояние до районного центра по прямой — 30 км. Ближайшая железнодорожная станция — Безымянная Приволжской железной дороги.

## Население
| 2002 | 2010 | 2019 |
| ---- | ---- | ---- |
| 208  | ↘203 | ↘194 |